# Bistrița, Kiustendil
Bistrița (în bulgară Бистрица) este un sat în comuna Dupnița, regiunea Kiustendil,  Bulgaria. 

## Demografie
Componența etnică a satului Bistrița
     Bulgari (97,27%)
     Nicio identificare (2,72%)
     Altele (0%)
La recensământul din 2011, populația satului Bistrița era de 1.580 locuitori. Din punct de vedere etnic, majoritatea locuitorilor (97,27%) erau bulgari. Pentru 2,72% din locuitori nu este cunoscută apartenența etnică.